# Ancharius fuscus
Ancharius fuscus е вид лъчеперка от семейство Anchariidae.

## Разпространение
Видът е разпространен в Мадагаскар.

## Описание
На дължина достигат до 22,1 cm.